# Thelypteris prolatipedis
Thelypteris prolatipedis là một loài thực vật có mạch trong họ Thelypteridaceae. Loài này được Lellinger miêu tả khoa học đầu tiên năm 1977.